# Сэмимару

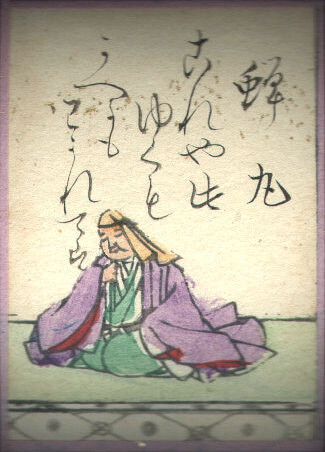
Сэмимару (иллюстрация из Хякунин иссю.

Сэмимару (или Сэмимаро, Семимару, Семи Мару, Сэмима-ру и т. д. 蝉丸 — даты жизни неизвестны) — японский поэт и музыкант периода Хэйан.
О его происхождении ничего неизвестно. Некоторые считают, что его отцом был Император Уда, Принц Ацуми, или что он был четвёртым сыном Императора Дайго. Другие считают, что он жил в период правления Императора Ниммё. Легенда изображает его старцем, нищим слепым скитальцем, искусным мастером игры на биве — четырехструнном музыкальном инструменте. Однажды Сэмимару поставил свой шалаш вблизи Аусака-но сэки — Заставы Встреч. Эта горная застава — первая, которую минуют путники, отправляясь в трудную дорогу из столицы на восток Хонсю (быть может, в ссылку), и — последняя на пути к тогдашней столице Киото. Об этом повествуется в его стихотворении-вака, представленном в собрании Хякунин иссю:
Ворота эти,

в которых постоянно

толпится масса

прохожих и проезжих,

ведут к «Горе свиданья»..